# Le Destin de Bineta
Pour plus de détails, voir Fiche technique et Distribution.

Le Destin de Bineta est un film dramatique guinéen réalisé par Abdoulaye Traoré tourné en 2018 et sorti en 2023.

## Synopsis
Bineta, une jeune fille orpheline de mère, voit sa vie basculer lorsque son père est empoisonné par ses propres parents, avides de s'approprier son héritage. Après la mort tragique de son père, elle est chassée de chez elle par son oncle. Recueillie par une femme modeste, Bineta trouve le soutien et l'affection dont elle a besoin pour poursuivre ses études malgré les obstacles. Grâce à sa détermination et à l'aide de cette femme bienveillante, elle parvient à réussir et à bâtir une vie stable, réalisant ainsi le rêve que son père avait pour elle.

## Fiche technique
Sauf indication contraire ou complémentaire, les informations mentionnées dans cette section proviennent du générique de fin de l'œuvre audiovisuelle présentée ici.
- Titre : Le Destin de Bineta
- Réalisation : Abdoulaye Traoré
- Assistant réalisateur : Kanté Mamoudou
- Scénario : Abdoulaye Traoré et Manet Mouloukou Souleymane, Mansaré Mathieu, Cissoko Laouratou
- Musique :
- Direction artistique : Abdoulaye Traoré
- Photographie : Abdoulaye Traoré, Baldé Abdoulaye
- Décors :
- Costumes : Camara N'nady
- Montage : Manet Mouloukou Souleymane
- Production : Saoumaoro Amara
- Sociétés de production : Société Général Du Cinéma et Musique (SGCM Prod)
- Société de distribution : Société Général Du Cinéma et Musique (SGCM Prod)

## Distribution
- Fatoumata Condé
- Toucha Syllah
- Mory Syllah
- Ousmane Camara
- Mabety Camara
- Mariame Fofana
- Mamoudou Kanté
- Malon Magassouba

## Production
Produit par la société générale du cinéma et musique (SGCM Prod), le film aborde les thèmes sociaux complexes qui affectent les familles africaines, mettant en avant les épreuves et les dilemmes auxquels les individus doivent faire face. Il vise à sensibiliser le public sur les enjeux culturels et sociétaux de la Guinée.

## Contexte de production
La production du film a été soutenue par la société générale du cinéma et musique (SGCM Prod), un acteur clé dans la promotion du cinéma guinéen. Le film a été projeté en avant-première le 23 juin 2023 au Centre culturel franco-guinéen (CCFG),.

## Réception
Le film a reçu une réception positive pour sa capacité à aborder des sujets sensibles avec réalisme et émotion, renforçant ainsi sa place comme un témoignage significatif du cinéma guinéen contemporain[réf. nécessaire].

## voir aussi